# チーム・ミルラム
チーム・ミルラム(Team Milram)は、かつて国際自転車競技連合が主催するUCIプロツアーに参加していた自転車ロードレースのチームである。ドイツに本拠地を置いていた。2003年設立。2010年限りで解散した。
スポンサーのミルラムは乳製品製造販売会社。

## 主な成績

### 2006年
- グラン・プレミオ・デッラ・コスタ・エトルスキ  優勝  アレッサンドロ・ペタッキ
- ツール・メディテラネアン  第6ステージ 優勝  エリア・リゴット
- ブエルタ・ア・アンダルシア  第3,4ステージ 優勝  アレッサンドロ・ペタッキ
- ブエルタ・ア・ラ・コムニタ・バレンシア  第2,3ステージ 優勝  アレッサンドロ・ペタッキ
- ティレーノ～アドリアティコ  第7ステージ 優勝  アレッサンドロ・ペタッキ
- ルント・ウム・ケルン  優勝  クリスティアン・クネース
- カザフスタン国内選手権 個人タイムトライアル  優勝  マキシム・イグリンスキー
- スロバキア国内選手権 個人タイムトライアル  優勝  マテイ・フルコ
- ウクライナ国内選手権 個人タイムトライアル  優勝  アンドリー・グリフコ
- ツール・ド・フランス  ポイント賞 2位  エリック・ツァベル
- ブエルタ・ア・エスパーニャ  第4,21ステージ 優勝  エリック・ツァベル
- コッパ・サバティーニ  優勝  ジョヴァンニ・ヴィスコンティ
- ミラノ～サンレモ  2位  アレッサンドロ・ペタッキ
- ヴァッテンフォール・サイクラシックス  2位  エリック・ツァベル
- ヘント～ウェヴェルヘム  3位  アレッサンドロ・ペタッキ

### 2007年
- グラン・プレミオ・デッラ・コスタ・エトルスキ 優勝  アレッサンドロ・ペタッキ
- ツール・メディテラネアン  第6ステージ 優勝  ミルコ・ロレンツェット
- ヴォルタ・アン・アルガルヴェ  総合優勝 (第3,4,5ステージ 優勝)  アレッサンドロ・ペタッキ
- ブエルタ・ア・ラ・コムニタ・バレンシア  第2ステージ 優勝  アレッサンドロ・ペタッキ
- ツール・ド・スイス  第1ステージ 優勝  エリック・ツァベル
- ウクライナ国内選手権 個人タイムトライアル  優勝  ヴォロディミール・デュデャ
- ツール・ド・フランス  ポイント賞 2位  エリック・ツァベル
- ドイツ・ツアー  第3ステージ 優勝  エリック・ツァベル
- ブエルタ・ア・エスパーニャ
  - 第7ステージ 優勝  エリック・ツァベル
  - 第11,12ステージ 優勝  アレッサンドロ・ペタッキ
- パリ～ツール  優勝  アレッサンドロ・ペタッキ

### 2008年
- ブエルタ・ア・ラ・コムニタ・バレンシア  第2ステージ 優勝  エリック・ツァベル
- ウクライナ国内選手権 個人タイムトライアル  優勝  アンドリー・グリフコ
- スロバキア国内選手権 個人ロードレース&個人タイムトライアル  優勝  マテイ・フルコ
- ツール・ド・フランス  ポイント賞 2位  エリック・ツァベル
- ドイツ・ツアー  プロローグ 優勝  ブレット・ランカスター

### 2009年
- トロフェオ・カルヴィア  優勝  ゲラルド・チオレック
- ツアー・オブ・ターキー  第7ステージ 優勝  ロベルト・フェルスター
- ルント・ウム・デン・フィナンツプラッツ・エシュボルン＝フランクフルト  優勝  ファビアン・ヴェークマン
- クリテリウム・デュ・ドフィネ  第3ステージ 優勝  ニキ・テルプストラ
- ツール・ド・フランス  ポイント賞 3位  ゲラルド・チオレック
- ステル・エレクトロトゥール  第1ステージ 優勝  ニキ・テルプストラ
- ブエルタ・ア・エスパーニャ  第2ステージ 優勝  ゲラルド・チオレック
- ヴァッテンフォール・サイクラシックス  2位  ゲラルド・チオレック

### 2010年
- チャレンジ・ブエルタ・ア・マリョルカ  優勝  リーヌス・ゲルデマン
- ブエルタ・ア・ムルシア  第3ステージ 優勝  ルーク・ロバーツ
- ティレーノ～アドリアティコ  第1ステージ 優勝  リーヌス・ゲルデマン
- ボルタ・シクリスタ・ア・カタルーニャ  第1ステージ 優勝  ポール・ヴォス
- ルント・ウム・デン・フィナンツプラッツ・エシュボルン＝フランクフルト  優勝  ファビアン・ヴェークマン
- ドイツ国内選手権 個人ロードレース  優勝  クリスティアン・クネース
- オランダ国内選手権 個人ロードレース  優勝  ニキ・テルプストラ
- スパルカッセン・ジロ・ボーフム  優勝  ニキ・テルプストラ

## 2010年陣容
- GMヘリー・ヴァン・ゲルヴィン[2]

| 2010年陣容                 | 2010年陣容     | 2010年陣容             | 2010年陣容                     |
| 選手名                     | 国籍           | 生年月日               | 前年所属                       |
| -------------------------- | -------------- | ---------------------- | ------------------------------ |
| リーヌス・ゲルデマン       | ドイツ         | 1982年9月16日（42歳）  |                                |
| ゲラルド・チオレック       | ドイツ         | 1986年9月19日（38歳）  |                                |
| マルクス・アイヒラー       | ドイツ         | 1982年2月18日（43歳）  |                                |
| ロベルト・フェルスター     | ドイツ         | 1978年1月27日（47歳）  |                                |
| マルクス・フォーテン       | ドイツ         | 1981年9月9日（43歳）   |                                |
| トーマス・フォーテン       | ドイツ         | 1983年4月9日（41歳）   |                                |
| ヨハネス・フレーリンガー   | ドイツ         | 1985年6月9日（39歳）   |                                |
| アルトゥール・ガイエク     | ドイツ         | 1985年4月18日（39歳）  |                                |
| セルファイス・クナーフェン | オランダ       | 1971年3月6日（54歳）   |                                |
| クリスティアン・クネース   | ドイツ         | 1981年3月5日（44歳）   |                                |
| ドミニク・ロールス         | ドイツ         | 1987年1月21日（38歳）  |                                |
| トーマス・ローレッガー     | オーストリア   | 1982年12月23日（42歳） |                                |
| マティアス・ルス           | ドイツ         | 1983年11月14日（41歳） |                                |
| ビョルン・シュレダー       | ドイツ         | 1980年10月27日（44歳） |                                |
| ウィム・ストルーティンハ   | オランダ       | 1985年5月23日（39歳）  |                                |
| ニキ・テルプストラ         | オランダ       | 1984年5月18日（40歳）  |                                |
| ポール・ヴォス             | ドイツ         | 1986年3月26日（38歳）  |                                |
| ファビアン・ヴェークマン   | ドイツ         | 1980年6月20日（44歳）  |                                |
| ペーター・ヴロリヒ         | オーストリア   | 1974年5月30日（50歳）  |                                |
| ウィム・デ・ヴォクト       | ベルギー       | 1982年4月29日（42歳）  | ヴァカンソレイユ・DCM          |
| ロジャー・クルーゲ         | ドイツ         | 1986年2月5日（39歳）   | LKT Team Brandenburg           |
| ドミニク・ネルツ           | ドイツ         | 1989年8月25日（35歳）  | コンチネンタルチーム・ミルラム |
| ルーク・ロバーツ           | オーストラリア | 1977年1月25日（48歳）  | Kuota Indeland                 |
| ロイ・センティエンス       | ベルギー       | 1980年12月15日（44歳） | サイレンス・ロット             |

## 過去に在籍していた著名選手
- マリオ・チポリーニ
- ミケーレ・スカルポーニ
- セルゲイ・ゴンチャール
- イゴール・アスタルロア
- アレサンドロ・ペタッキ
- エリック・ツァベル
- ダニエーレ・ベンナーティ

など